# La Independencia, Tila
La Independencia är en ort i Mexiko.   Den ligger i kommunen Tila och delstaten Chiapas, i den sydöstra delen av landet, 700 km öster om huvudstaden Mexico City. La Independencia ligger 1 349 meter över havet och antalet invånare är 436.
Terrängen runt La Independencia är bergig åt nordväst, men åt sydost är den kuperad. Runt La Independencia är det ganska tätbefolkat, med 111 invånare per kvadratkilometer. Närmaste större samhälle är Tila, 5,4 km sydost om La Independencia. I omgivningarna runt La Independencia växer i huvudsak städsegrön lövskog.